# Chryzokola

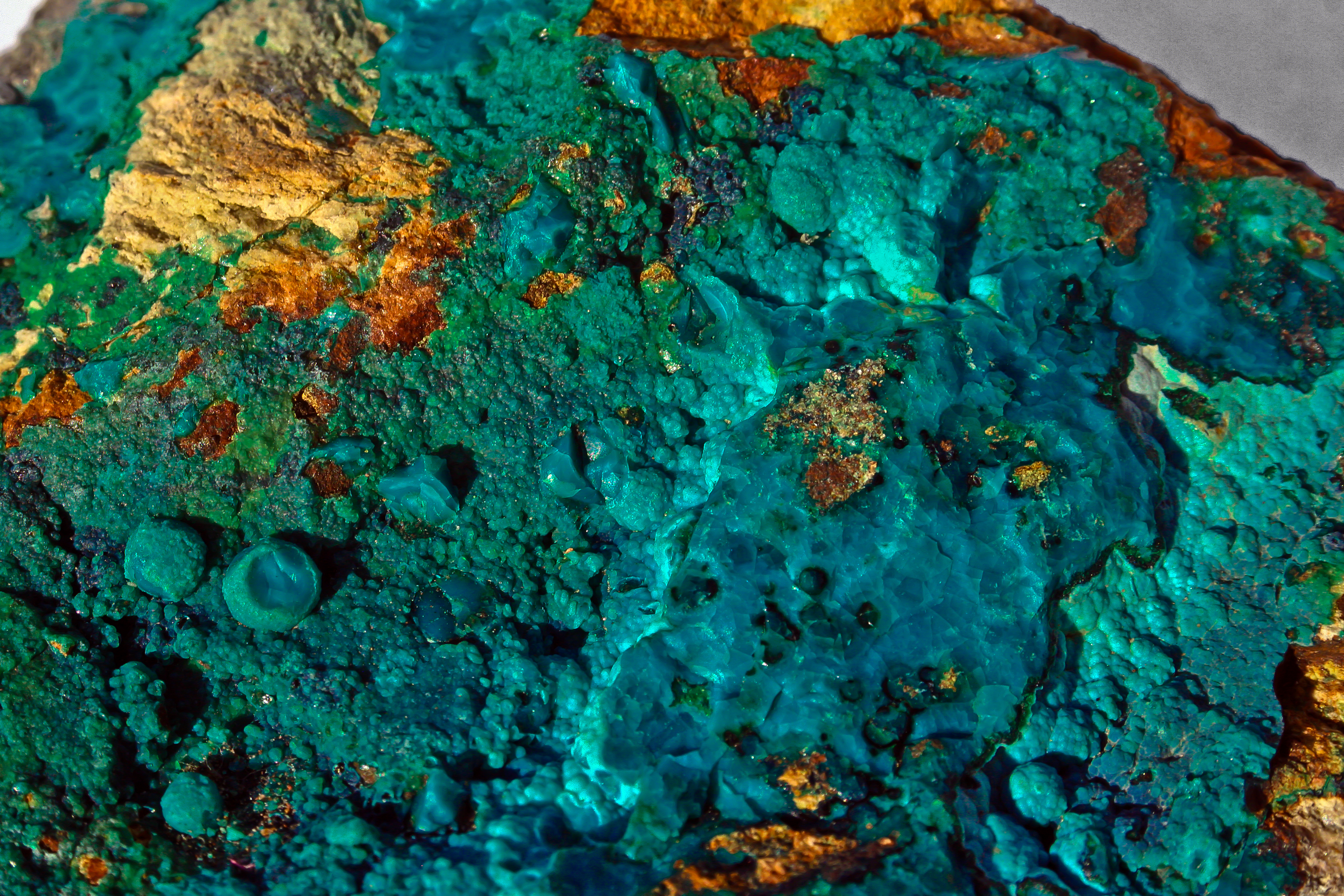

Chryzokola – pospolity i szeroko rozpowszechniony minerał miedzi z gromady krzemianów. Nazwa pochodzi od greckich słów khryzos i kolla oznaczających złoto oraz klej. W starożytności był używany jako spoiwo przy łączeniu złota.

## Właściwości
Tworzy wyłącznie skupienia skrytokrystaliczne: nerkowe, włókniste, promieniste, ziemiste, groniaste, kuliste, naciekowe, także naskorupienia i naloty. Jest minerałem półprzeświecającym do nieprzezroczystego. Często zawiera domieszki żelaza i manganu. Gdy zawiera domieszki glinu nazywany jest pilarytem. Często tworzy mieszaniny z turkusem i malachitem. Chryzokola tworzy pseudomorfozy po azurycie i innych minerałach miedzi. Barwi płomień na zielono, rozkłada się w kwasach.
- Barwa: zielona, niebieskawozielona, niebieska, czarnoniebieska do czarnej lub brązowej, rzadko żółta[2][1] (barwę brązową i czarną ma mieszanina chryzokoli z kwarcem oraz tlenkami Cu, Fe i Mn[potrzebny przypis]).
- kryształy bliźniacze: brak[4]
- Widmo absorpcyjne: niediagnostyczne
- Luminescencja: brak[4]
- Inkluzje: liczne

## Występowanie
Minerał strefy utleniania złóż rud miedzi, najczęściej w pustynnym i suchym klimacie. Towarzyszą jej zwykle chalkozyn, malachit, azuryt, kupryt, kwarc, kalcyt, limonit, tenoryt, goethyt, dioptaz, wulfenit oraz minerały ilaste. 
Miejsca występowania: spotykana powszechnie na całym świecie, Anglia, Chile, Kongo, Meksyk, Rosja (Koływań, Karpińsk), Kazachstan, RPA, Peru, Maroko, Izrael, Kanada, Stany Zjednoczone (Kalifornia, Idaho, Nevada, Nowy Meksyk), Czechy, Włochy, Niemcy, Zambia
W Polsce występuje na Pogórzu Kaczawskim, Pogórzu Izerskim, w Rudawach Janowickich (Ciechanowice, Miedzianka), w Górach Wałbrzyskich, Masywie Śnieżnika (Kletno) oraz w Górach Świętokrzyskich (Chęciny, Miedzianka).

## Zastosowania
- Rzadko wykorzystywana przemysłowo jako ruda miedzi[2].
- Wykorzystywana jako kamień ozdobny i dekoracyjny[potrzebny przypis].
- Do wyrobu drobnej galanterii[potrzebny przypis].
- Do wyrobu artystycznej biżuterii[potrzebny przypis].
- szlifowana kaboszonowo lub kuliście[8].
- Czysta chryzokola, ze względu na małą twardość i dużą kruchość, znajduje niewielkie zastosowanie w jubilerstwie. Wraz z krzemionką tworzy często postać żelu o twardości ok. 6 i w tej postaci jest wykorzystywana w jubilerstwie[potrzebny przypis].